# Codemasters
Codemasters Group Holdings plc, mer känd som endast Codemasters, är en brittisk datorspelsutvecklare grundad 1986 av David Darling och hans bror Richard.
Den 11 november 2020 meddelades det att den amerikanska datorspelsutgivaren Take-Two Interactive skulle köpa Codemasters för 994 miljoner amerikanska dollar. Affären beräknades slutföras i början av 2021. Den 14 december meddelades dock att konkurrenten Electronic Arts (EA) hade kapat affären och de skulle köpa Codemasters för 1,2 miljarder dollar.

## Exempel på spel från Codemasters
- Fuel
- DIRT 2
- Colin McRae Rally 3
- Lord of the Rings Online

## Studior
- Codemasters Southam, primära studion och företagets huvudkontor.
- Codemasters Birmingham, är den tidigare  Swordfish studion som blev uppköpt av Codemasters i november, 2008[10]. De är utvecklarna av F1 2010, F1 2011, F1 2012, F1 Race Stars , F1 2013 och F1 2014.
- Codemasters Studio Sdn Bhd är den malaysiska studion som ligger i huvudstaden Kuala Lumpur där den grundades september 2006.
- Evolution Studios, är skaparna av  World Rally Championship, MotorStorm och Driveclub. Studion som ligger i Runcorn, Cheshire överfördes från Sony Interactive Entertainment i april 2016.[11]